# Кайналайненъярви
Кайналайненъярви — озеро на территории Луусалмского сельского поселения Калевальского района Республики Карелии.

## Общие сведения
Площадь озера — 5,3 км², площадь водосборного бассейна — 102 км². Располагается на высоте 143,3 метров над уровнем моря.
Форма озера лопастная, продолговатая: оно вытянуто с запада на восток. Берега каменисто-песчаные, преимущественно возвышенные.
Через озеро протекает безымянный водоток, текущий из озера Падашулкаярви и впадающий в озеро Вайкульское. Через последнее протекает река Писта, впадающая в озеро Верхнее Куйто.
В озере расположено не менее четырёх небольших безымянных островов.
К северу и югу от озера проходят лесовозные дороги.
Код объекта в государственном водном реестре — 02020000811102000004562.